# Vau-Deja
Vau-Deja (albanisch auch Vau-Dejë oder Vau-Dejës, Vau i Dejës) ist eine Gemeinde städtischen Typs (Bashkia) in Nordalbanien im Qark Shkodra. Die Gemeinde hat 19.281 Einwohner (Volkszählung 2023), der Ort Vau-Deja selber 5710 Einwohner (Volkszählung 2023).

## Gemeinde
Die Gemeinde Vau-Deja besteht neben der Stadt aus fünf weiteren Njësitë administrative (Verwaltungseinheiten), den bis 2015 selbständigen Gemeinden Bushat, Hajmel, Shllak, Temal und Vig-Mnela.
| Name      | Einwohner 2023 | Einwohner 2011 |
| --------- | -------------- | -------------- |
| Bushat    | 9708           | 14.149         |
| Hajmel    | 3074           | 4430           |
| Shllak    | 127            | 671            |
| Temal     | 386            | 1562           |
| Vau-Deja  | 5710           | 8117           |
| Vig-Mnela | 256            | 1509           |
| Total     | 19.281         | 30.438         |

Wie alle ländliche Gebiete Albaniens ist die Region stark von Abwanderung betroffen. 2011 lebten auf dem Gebiet der Gemeinde noch 30.438 Einwohner (Volkszählung 2011). Somit hat sie innert zwölf Jahren 37 % der Bevölkerung verloren.

## Geographie

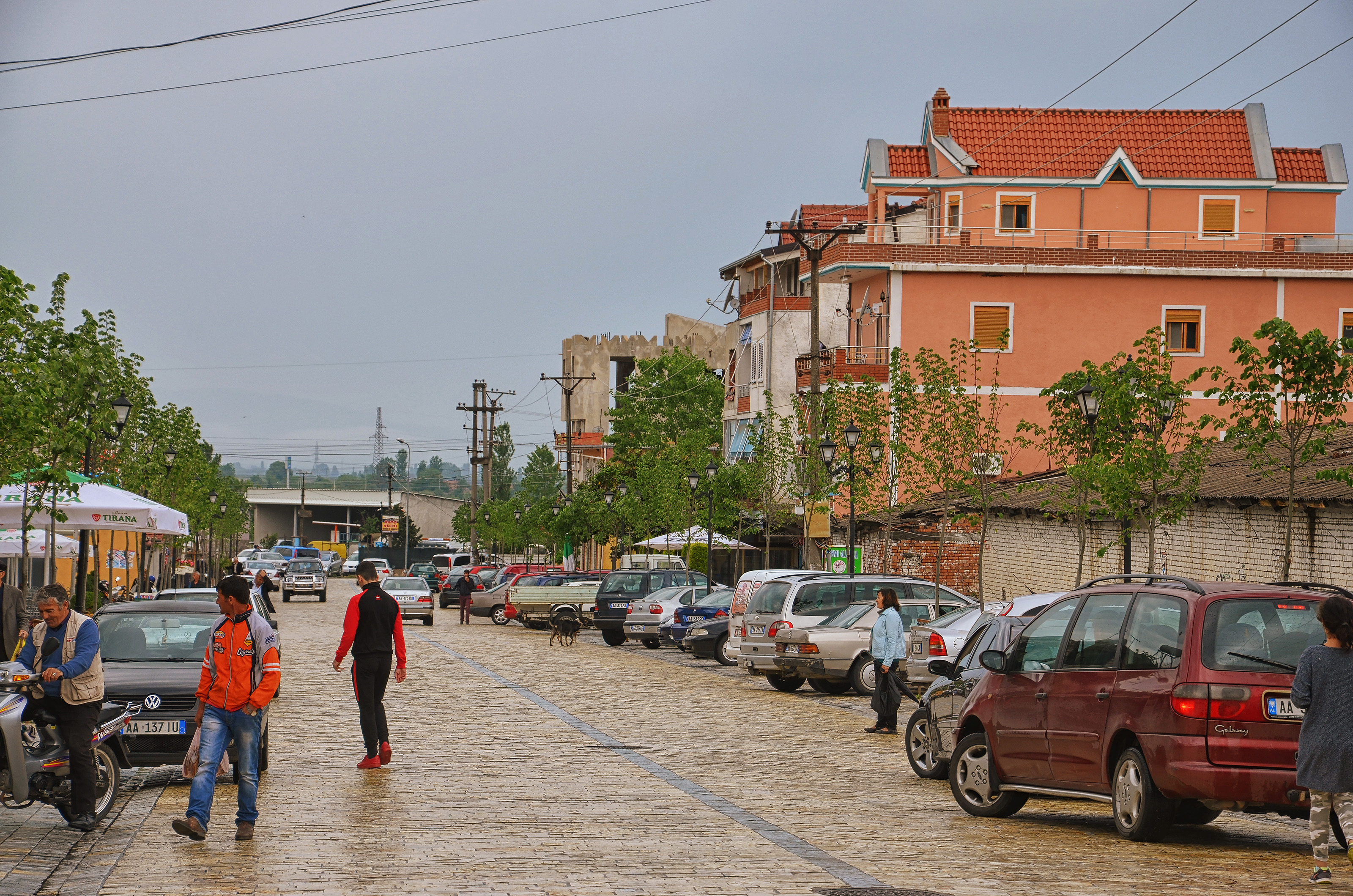
Neu gestaltete Straße in der Innenstadt

Vau-Deja liegt rund zehn Kilometer südlich von Shkodra am Fluss Drin, der auch den Ortsnamen geprägt hat: Zu Deutsch bedeutet er Furt von Deja. Der Ort markiert den Übergang zwischen der albanischen Küstenebene – die Adria ist rund 20 Kilometer entfernt – und dem albanischen Bergland. Der Drin, Albaniens längster Fluss, tritt hier aus den Bergen und teilt sich in zwei Arme. Er wird bei Vau-Deja zum Vau-Deja-See gestaut. Gleich unter der Staumauer schließt sich das Spathara-Staubecken an, das zur Energiegewinnung im Rahmen des Wasserkraftwerk Ashta genutzt wird.
Die alte Gemeinde respektive heutige Njësia administrative besteht aus einem städtischen Zentrum und acht Dörfern auf einer Fläche von 31 Quadratkilometern. Zentrum ist der Ortsteil Laç-Qyrsaçi, der gleich unterhalb der Staumauer am Südufer des Drin liegt und heute oft einfach Qytet (Stadt) genannt wird. Ein weiterer großer Ortsteil ist Mjeda, zwei Kilometer westlich von Laç. Die Siedlung Deja liegt gegenüber diesen beiden Orten nördlich des Drin am Fuße eines kleinen Hügels. Westlich davon liegt das Dorf Spathar ebenfalls am nördlichen Drin-Ufer beim gleichnamigen Staubecken. In der Ebene südlich von Mjeda verstreut finden sich die Dörfer Shelqet, Koça und Naraç. Im dünn besiedelten Hügelland östlich von Laç liegen die Dörfer Dush und Gomsiqa sowie schon fast am anderen Ende des Stausees Karma. Etwa die Hälfte der Bewohner der alten Gemeinde lebt in den Dörfern.
Die neuen Gemeindeteile liegen zum Teil in der Zadrima-Ebene, zum Teil im östlich angrenzenden Bergland. Die Gemeinde hat eine Fläche von 468 Quadratkilometer. Die Dörfer Vig und Mnela liegen im Tal des Flusses Gjadër südöstlich von Vau-Deja. Das sehr abgeschiedene Cukali-Hochland nordöstlich von Vau-Deja umfasst das ehemalige Gebiet der Gemeinde Temal mit den Dörfern Koman, Malagji-Kajvall, Kllogjen, Toplana, Vila, Serma, Arra und Telum sowie der Gemeinde Shllak mit den Dörfern Kron i Madhë, Beneja, Ukbibaj, Barcolla, Vukjakaj-Gegaj, Palaj-Gushaj und Vukaj. Shllak war der westliche Teil von Cukali nördlich des Vau-Deja-Stausees, Temal schloss sich östlich an und liegt nordwestlich des Koman-Stausees. Das Dorf Hajmel liegt südlich von Vau-Deja im Norden der Zadrima. Zur Gemeinde Hajmel mit einem Gebiet von 30,6 Quadratkilometern gehörten auch die Dörfer Dheu i Lehtë, Pistull, Paçram und Nenshat. Bushat, der größte Ort der Region, liegt südwestlich von Vau-Deja. Zum Gemeindegebiet mit 92,7 Quadratkilometern zählten die Dörfer Bushat, Shkjeza, Plezha, Kosmaç, Stajka, Ashta, Rranxa, Fshat i Ri, Konaj, Melgushë, Mal i Jushit, Barbullush, Kukël und Hotnej.

## Geschichte
Die Römer errichteten in den Hügeln südöstlich bei Vig im 4. Jahrhundert ein Kastell, um die Straße nach Priština gegen ost- und westgotische Attacken zu schützen. Sarda (albanisch Shurdhahi) ist eine weitere römische Befestigung. Die auf einem Hügel gelegene Anlage – heute eine Insel im Stausee – wurde aber schon von den Illyrern genutzt. Die Besiedlung des schon fast städtischen Sardas dauerte an bis zur Eroberung Albaniens durch die Osmanen im 15. Jahrhundert.

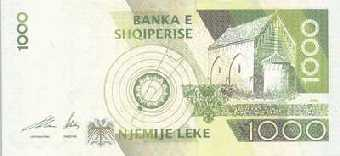
Kirche von Vau-Deja abgebildet auf der Rückseite der 1000-Lek-Banknote, herausgegeben 1997

Im Jahr 1361 wurde in Vau-Deja eine Kirche errichtet, die zu den ganz wenigen nicht-byzantinischen, sondern romanisch-gotischen Gebäuden Albaniens zählt. Die mit Fresken ausgestattete Marienkirche wurde zerstört. Auf der mittelalterlichen Burg finden sich noch die Überreste einer Markuskirche aus dem 14. Jahrhundert. Die Furt von Vau-Deja, damals Dagno genannt, war in der vor der osmanischen Besetzung eine wichtige Zollstation. Skanderbeg führte ihretwegen Krieg mit Venedig.
Bodensenkungen oder Hochwasser in den Jahren 1858/59 führten dazu, dass die Mehrheit der Wassermassen des Drin sich einen neuen Weg suchte und seither nicht mehr nach Süden und bei Lezha ins Meer fließen, sondern weiter westlich bei Shkodra in die Buna münden.

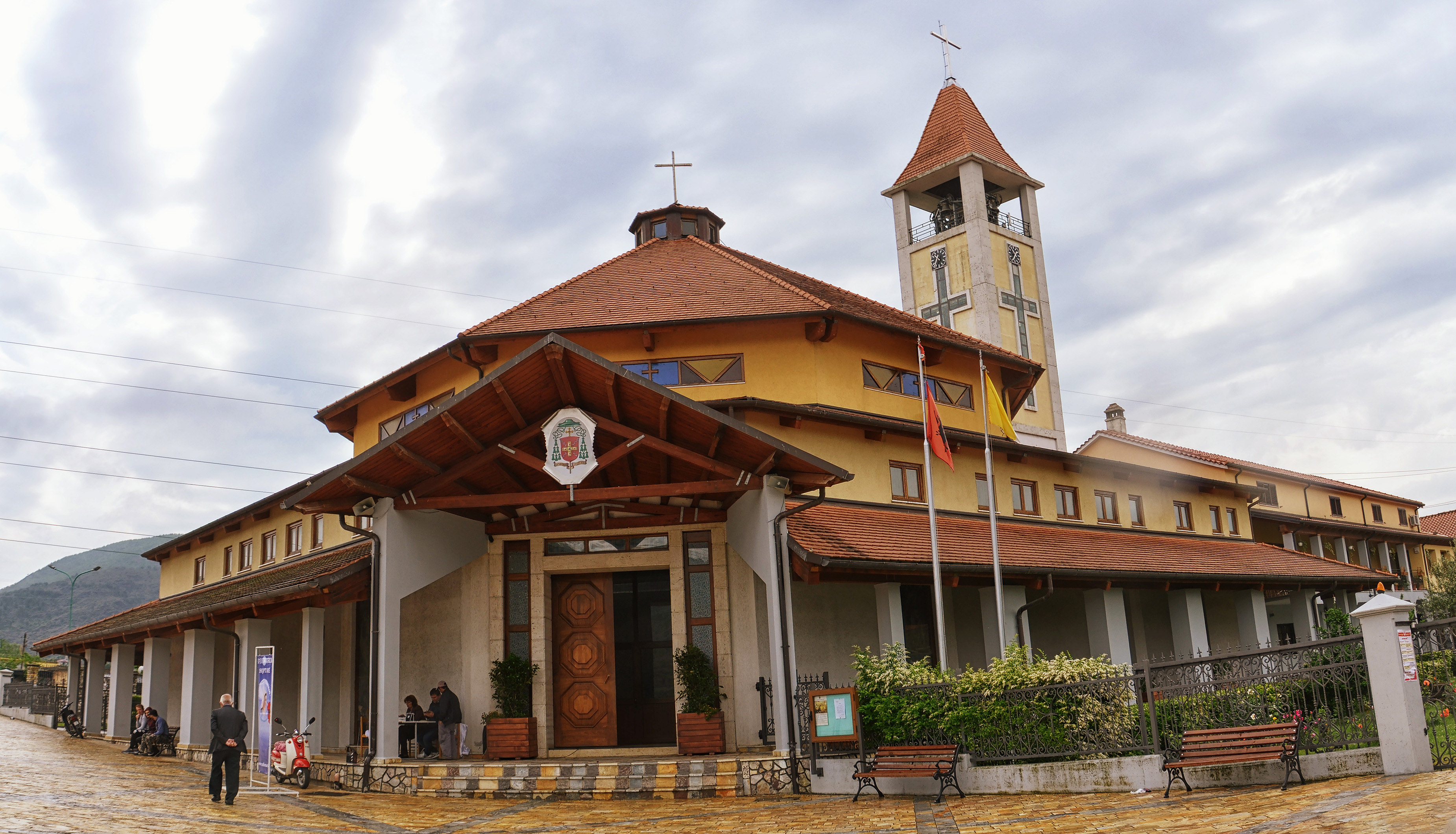
Heilige Teresa von Kalkutta Kathedrale

Im Jahr 1052 wurde in der Region das römisch-katholische Bistum Sapa errichtet mit Sitz in Sapa (Burg des heutigen Nënshat etwas südlich) und später in Vau-Deja. Eine neu erbaute, Mutter Teresa geweihte Kathedrale befindet sich im Zentrum von Laç.

## Wirtschaft und Verkehr

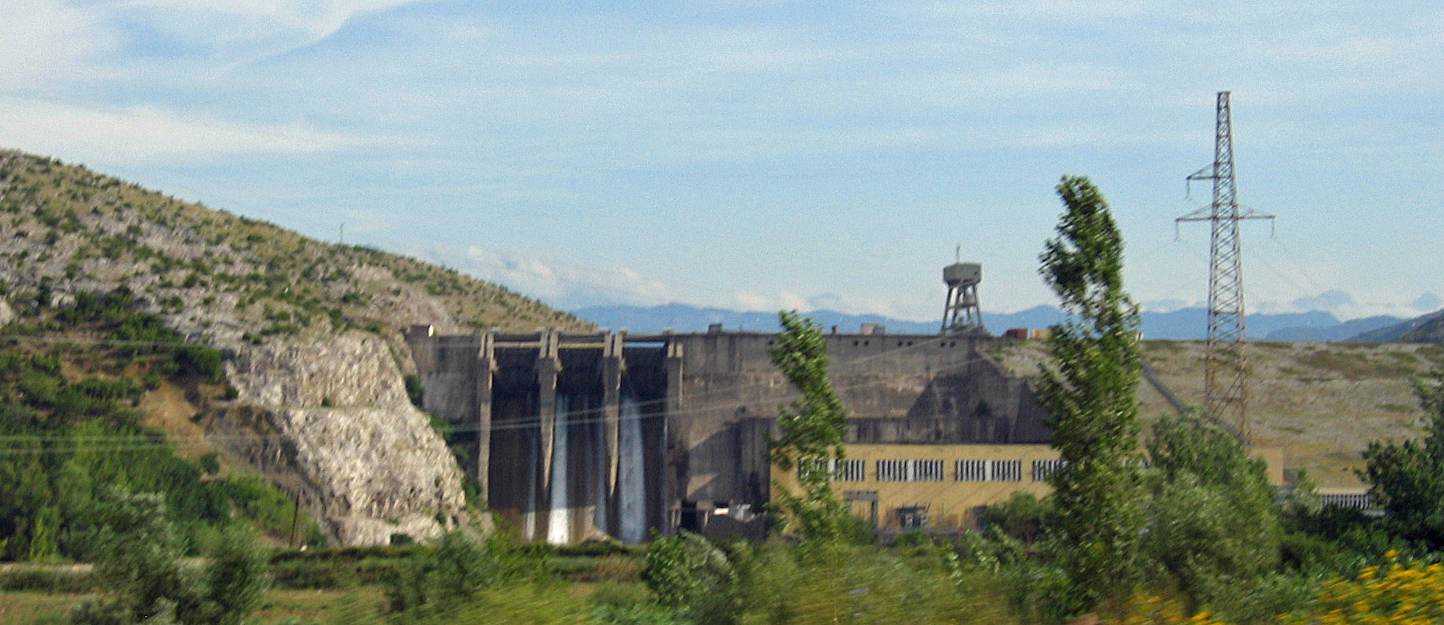
Staudamm

Rund ein Drittel des alten Gemeindegebiets wird landwirtschaftlich genutzt. Ein Drittel der arbeitsfähigen Bevölkerung war im Jahr 2008 arbeitslos. Es gibt neun Grundschulen und zwei weiterführende Schulen.
In den 1960er Jahren wurde mit dem Bau der Staudämme begonnen, später der See aufgestaut und 1975 das Wasserkraftwerk in Betrieb genommen. Das Wasserkraftwerk gehört zu den größten Stromlieferanten Albaniens.
Das touristische Potenzial des landschaftlich schönen Vau-Deja-Sees wird noch kaum genutzt. Vereinzelte Restaurants und Bars, die auch Zimmer vermieten, sind an seinem Ufer entstanden. Die Möglichkeit, mit Boten die Insel Shurdhahi mit dem antiken Sarda zu besuchen, wird nur vereinzelt genutzt. Bei Touristen beliebter sind Bootsfahrten auf dem Koman-Stausee.
Die Hauptverkehrsstraße SH 1 von Tirana nach Shkodra führt zwischen Bushat und Vau-Deja durch das Gemeindegebiet. Die Bahnstrecke Vora–Shkodra der Hekurudha Shqiptare verläuft weiter östlich bei Vau-Deja, wo sie den Drin quert; in Mjeda befindet sich ein größerer Güterbahnhof, der auch Personen bedient. Zudem führen die Straßen nach Puka (SH 5) und Koman durch den Ort.

## Söhne und Töchter der Gemeinde
- Simon Kulli (* 1973 in Pistull), römisch-katholischer Geistlicher und Bischof von Sapa